# Monroeville (Ohio)
Monroeville – wieś w Stanach Zjednoczonych, w stanie Ohio, w hrabstwie Huron.